# Chown

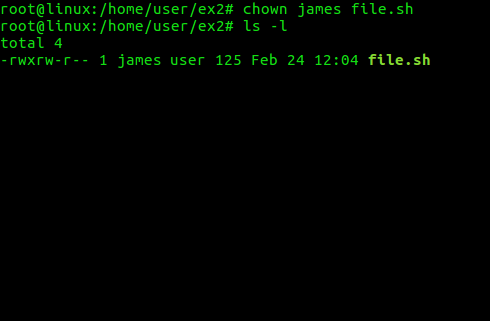
chown指令

chown 是一条在Unix系统中用于设置文件所有者和文件关联组的命令。 需要超级用户的权限才能执行此命令。只有超级用户和属于组的文件所有者才能变更文件关联组。非特权用户（非超级用户）如需要设置关联组可能需要使用chgrp命令。

## 使用方法
```
# chown root /var/run/httpd.pid
```

- 把/var/run/httpd.pid的所有者设置root。[1]

```
# chown rob:developers strace.log
```

- 把strace.log的所有者设置为rob，文件的关联组设置为developers。[1]

```
# chown :512 /home
```

- 把/home的关联组设置为512（关联组ID），不改变所有者。[1]

```
# chown -R us base
```

- 把base以及其目录下的所有的文件的所有者设置为us。-R选项将递归的修改该目录层次结构中的所有文件的所有者和组用户。[1]

## 参看
- chgrp